# Keresztelő Szent János-templom (Kaštel Stari)
A Keresztelő Szent János-templom egy római katolikus plébánatemplom Horvátországban a Split-Dalmácia megyei Kaštel Stari településen. Az egyik legszebb és legkülönlegesebb barokk stílusú kulturális műemlék Kaštela város területén. Amint az a nyugati portál fölé épített kőlap feliratából kiderül, a templom 1714-ben épült Kaštel Stari lakóinak költségére, és a régi, 16. század végi első plébániatemplom alapjaira épült. 

## Fekvése
A templom Kaštel Stari központi részén, a történelmi városmagtól nyugatra, a tengerpart közvetlen közelében áll. A főhomlokzat nyugatra, a szentély keletre néz.

## Története
A Keresztelő Szent János templom 1714-ben épült egy régebbi és kisebb plébániatemplom helyén. Az 1990-ben végzett régészeti kutatások megerősítették, hogy a jelenlegi templom egy régebbi templom alapjaira épült, de ehhez képest déli és nyugati irányban kiterjesztették. Hogy az első plébániatemplom valóban itt épült, azt a felszenteléséről szóló felirat is megerősíti. A feliratot tartalmazó kőtábla a mai templom déli ajtaja közelében kőpadlóban található. A templomban talált 17. századi sírkövek szablyákat, buzogányokat és baltákat ábrázolnak, amelyek Kaštela viharos múltjáról tanúskodnak. A régi templom helyének legkézenfekvőbb mutatója a Kaštel Stari 1704-ből származó tervrajza, amely a templomot a település nyugati falán kívül ábrázolja. A korabeli források szerint a templomot Ljudevit és Jakov Cega (Celio Cega) földjén építették, akiknek kastélya a közelben volt. Építtetői Franjo és Ivan Cipiko, Coriolanus Cipiko unokái, Kaštel Stari alapítói voltak.
Az új templomot 1723-ban szentelték fel, ezt bizonyítja a sekrestye bejárata fölé beépített kőtábla felirata. 1733-ban az apszis déli falának mentén sekrestyét, 1759-ben pedig az északi fal mentén a Rózsafüzér királynője kápolnát építették hozzá. A templom kápolnájában, ahol egykor a Rózsafüzér királynője szobra állt (most az új plébániatemplomában található), Scotti érsek miseruhái találhatók. Gregorio Giuseppe Scotti érsek, aki 1732-ben született Kaštel Stariban, Domenico Scotti protomester, azaz építőipari vállalkozó fia volt. Az apa 1722-ben Splitből költözött Kaštel Stari-ba, és testvérével együtt a környező templomokban dolgozott. A megbízható adatok hiányoznak a Keresztelő Szent János templom építőjéről, de elképzelhető, hogy Scotti érsek apja volt.

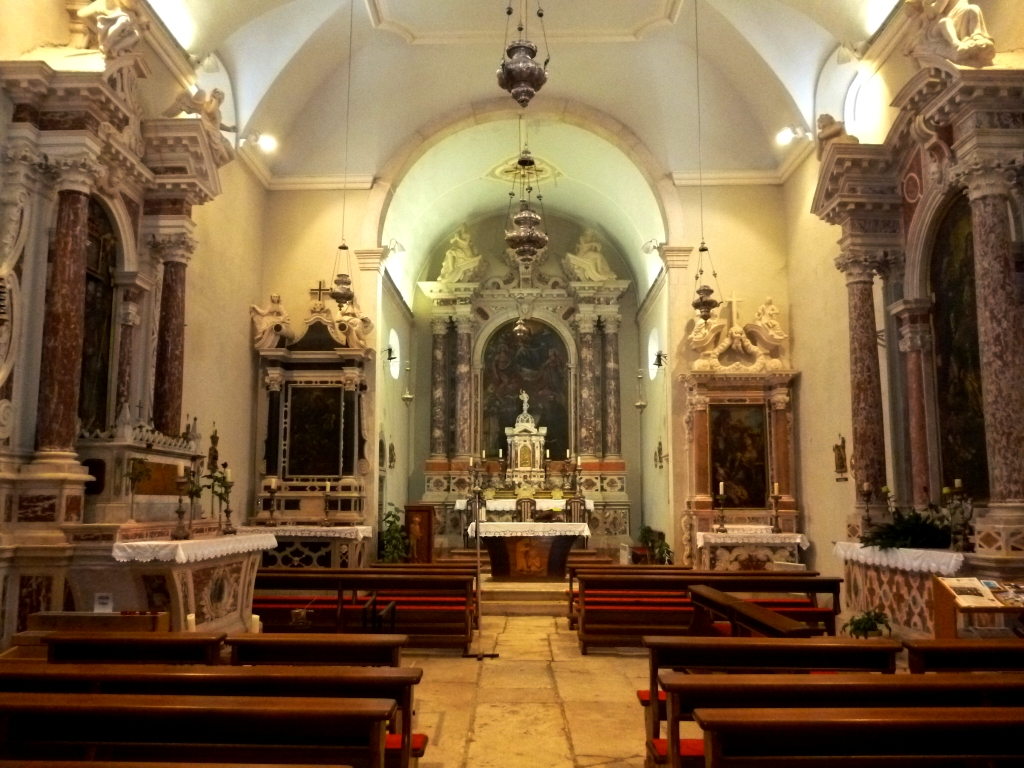
A templombelső

## Leírása
A templom hosszanti alaprajzú egyhajós épület, téglalap alakú apszissal. A templom szépen faragott kőtömbökből épült. A nyugati homlokzaton található az egyszerű főportál, amely felett az oromfalon két rozetta és egy harangtorony található. A templom északi és déli falán ovális ablakok vannak. A templomnak öt barokk oltára van. A templom az akkori kaštelai templomok többségéhez hasonlóan pazar kivitelben, reprezentatív barokk stílusban épült. Stukkók, oltárképek, márvány- és faszobrok, színes márványoltárok, ezüst gyertyatartók, csillárok, kanonoki táblák, valamint ezüst és arany fogadalmi ajándékok díszítik. Az összes oltárt megemlíti a templom 1759-től származó leltára. Eszerint négy oltárt helyeztek el a falak mentén, kettőt az oldalfalaknál, a másik kettőt pedig a szentély bejáratánál, a diadalívtől jobbra és balra frontálisan. Az oltárok különleges barokk stílusjegyekkel rendelkeznek. A főoltárt a Legszentebb Oltáriszentségnek és Keresztelő Szent Jánosnak, a mellékoltárokat pedig a Rózsafüzér királynőjének (délen) és Szent Feliciának (1806-ig az Irgalmas Miasszonyunknak) szentelték. A templom apszisa mellett frontálisan elhelyezkedő oltárokat szentelték Szent Ilona császárnőnek (jobbra) és Szent Rókusnak (balra) szentelték. Mindegyiket nagy oltárképek díszítik, amelyeket az oltárok építésének idején készíttettek. 

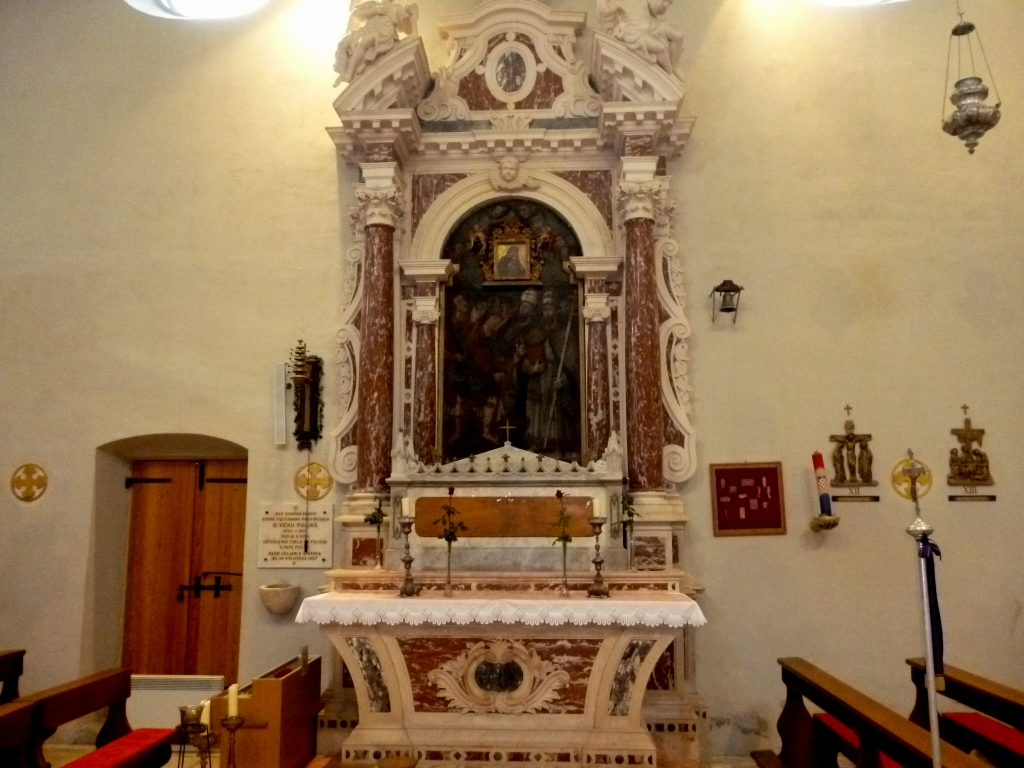
A Szent Felicia oltár

Az oltárképek közül kiemelkedik a Szent Felicia oltár, amelyet a korčulai Pietro Bezzi festett 1800-ban. Az oltárképen belül külön képben a Szűzanya és gyermeke képe látható, mely tulajdonképpen egy ikon, egy a 17. századi táblára festett kép, amely stílusában az olasz-krétai festőiskolához tartozik. A képet konzerválták és restaurálták. Eltávolították az ezüst keretet, amelyet a 18. században tettek rá. A legenda szerint a képet, amelyet pazar, rokokó stílusú ezüst borítású fakeretbe helyeztek Gregorio Giuseppe Scotti érsek adományozta a templomnak. A Szent Felicia oltáron van egy márványkoporsó is Szent Felicia testével.  Keresztény vértanú Itáliában született, és Diocletianus császár uralkodása alatt, 304. augusztus 30-án halt mártírhalált. Egy nagy bazilikába temették, amelyet a Rómába vezető út mentén, Ostia város közelében építettek. A vértanú testét 1804-ben hozták Kaštel Stariba. A szent sírjánál történt csodák híre nemzedékeken át terjedt. A gyógyulásokról tanúskodik az a számos mankó, amelyet a gyógyulás pillanatában dobtak el, ezen kívül számos ezüstözött, fémlemezekből készült fogadalmi ajándék látható a templomban lábak, karok, szemek formájában a szent oltárára akasztva.

## Fordítás
Ez a szócikk részben vagy egészben  a   Crkva sv. Ivana Krstitelja u Kaštel Starom című horvát Wikipédia-szócikk ezen változatának fordításán alapul.  Az eredeti cikk szerkesztőit annak laptörténete sorolja fel. Ez a jelzés csupán a megfogalmazás eredetét és a szerzői jogokat jelzi, nem szolgál a cikkben szereplő információk forrásmegjelöléseként.